# Jedvard Bonde
Jedvard Bonde var en litterär gestalt, som ännu på 1800-talet uppfattades som en historisk person och då påstods ha varit far till Erik den helige.

## En version i skrift från 1844
Enligt en version av historien så skall Jedvard Bonde varit gift med Cecilia, vars far hette Blot-Sven. Cecilias bror hade namnet Kol, eller Erik Årsäll. Jedvard Bonde beskrivs som den förste svensk vilken under sin resa till det heliga landet blev dubbad till riddare. Den Erikska ätten anses härstamma från Jedvard Bonde. Den Sverkerska ätten anses härstamma från Erik Årsäll. Man kan således dra slutsatsen att båda ätterna stammar från Blot-Sven.